# Basedowena papulankutjana
Basedowena papulankutjana är en snäckart som beskrevs av Alan Solem 1993. Basedowena papulankutjana ingår i släktet Basedowena och familjen Camaenidae. Inga underarter finns listade i Catalogue of Life.